# Conde de Aveiras
O título de Conde de Aveiras foi instituído por carta do Rei Filipe III de 24 de fevereiro de 1640 a favor de João da Silva Telo e Meneses.
Dom Francisco da Silva Telo e Meneses, 6.º Conde de Aveiras foi feito Marquês de Vagos, título que sucedeu a este, que desde então passou a ser usado pelos herdeiros presuntivos dos Marqueses de Vagos.

## Condes de Aveiras
1. João da Silva Telo e Meneses
2. Luís da Silva Telo de Meneses
3. João da Silva Telo de Meneses
4. Luís da Silva Telo e Meneses
5. Duarte António da Câmara, 2.º Marquês de Tancos;
6. D. Francisco da Silva Telo e Meneses, 1.º Marquês de Vagos.
7. D. Nuno da Silva Telo e Meneses Corte-Real, 2.º marquês de Vagos
8. D. Joana Maria Silva Telo e Meneses Corte-Real, 3.ª marquesa de Vagos
9. D. Maria José da Silva Telo de Meneses e Noronha, 4.ª marquesa de Vagos
10. D. José Maria da Silva Telo Corte Real e Noronha, 5.º marquês de Vagos
11. D. Nuno Paulo da Silva Telo de Noronha, 6.º marquês de Vagos

Após a implementação da República e o fim do sistema nobiliárquico, tornaram-se pretendentes ao título D. Pedro José Maria do Rosário da Silva Telo e Noronha, D. José Maria da Silva Telo de Meneses e, atualmente, Maria Mafalda da Silva de Noronha Wagner.